# Lijst van voetbalinterlands Burkina Faso - Ghana (vrouwen)
Deze lijst van voetbalinterlands is een overzicht van alle officiële voetbalinterlands tussen de nationale vrouwenteams van Burkina Faso en Ghana. De landen hebben tot nu toe drie keer tegen elkaar gespeeld.

## Wedstrijden
| № | Plaats      | Datum            | Competitie                                | Wedstrijd            | Uitslag |
| - | ----------- | ---------------- | ----------------------------------------- | -------------------- | ------- |
| 1 | Ouagadougou | 16 februari 2014 | Afrikaans kampioenschap 2014 kwalificatie | Burkina Faso − Ghana | 0 − 3   |
| 2 | Accra       | 1 maart 2014     | Afrikaans kampioenschap 2014 kwalificatie | Ghana − Burkina Faso | 3 − 0   |
| 3 | Abidjan     | 18 februari 2018 | West-Afrikaans kampioenschap 2018         | Ghana − Burkina Faso | 4 − 1   |

## Samenvatting
| Competitie                           | Totaal gespeeld | Winst Burkina Faso | Gelijk | Winst Ghana | Doelsaldo Burkina Faso – Ghana |
| ------------------------------------ | --------------- | ------------------ | ------ | ----------- | ------------------------------ |
| Afrikaans kampioenschap kwalificatie | 2               | 0                  | 0      | 2           | 0 − 6                          |
| West-Afrikaans kampioenschap         | 1               | 0                  | 0      | 1           | 1 − 4                          |
| Totaal                               | 3               | 0                  | 0      | 3           | 1 − 10                         |